# Малюк Джек Хорнер
«Малюк Джек Хорнер» (або «Маленький Джек Горнер») — популярна англійська дитяча пісенька номером 13027 в Індексі народних пісень Рауда (англ. Roud Folk Song Index). Вперше згаданий у 18 столітті, персонаж на початку асоціювався з актами опортунізму, особливо в політиці. Моралісти також переписали і розширили вірш, щоб протиставити його оспівуванню жадібності. Ім'я Джека Хорнера також стало пов‘язуватись із зовсім іншим та старішим віршем на фольклорну тему; і в 19 столітті стверджувалося, що вірш спочатку був написаний як сатиричне посилання на несумлінні дії Томаса Хорнера в епоху Тюдорів.

## Текст і мелодія
Найбільш поширеним текстом є:

| Джек Хорнер-малюк Присів собі в кут, Їв свій пиріг до Різдва; Палюх всунув в поживу І витягнув сливу, "Яке ж я хороше хлоп‘я!" |
Little Jack Horner
Sat in the corner,
Eating his Christmas pie;
He put in his thumb,
And pulled out a plum,
And said, "What a good boy am I!"
Вперше він був задокументований у збірці дитячих віршиків «Мелодія Матінки Гуски, або Сонети для колиски» (« Mother Goose's melody, or, Sonnets for the cradle»), яка може бути датована 1765 роком, хоча найдавніше англомовне видання, що збереглося, датується 1791 роком.
Мелодія, яка зазвичай асоціюється з віршиком, була вперше записана композитором і збирачем дитячих віршиків Джеймсом Вільямом Елліоттом до його «Національних дитячих віршиків і пісеньок» («National Nursery Rhymes and Nursery Songs») (1870).